# Zimske olimpijske igre 1988
Zimske olimpijske igre 1988 (uradno XV. zimske olimpijske igre) so bile zimske olimpijske igre, ki so potekale leta 1988 v Calgaryju v Kanadi. 
Te olimpijske igre so bile zadnje, na katerih paraolimpijske igre niso potekale na istem prizorišču.

## Sodelujoče države
Na 15. zimskih olimpijskih igrah je bilo 57 sodelujočih držav, kar je kar 8 več kot na 14.
- Ameriška Samoa
- Ameriški Deviški otoki
- Andora
- Argentina
- Avstralija
- Avstrija
- Bermudi
- Bolgarija
- Brazilija
- Ciper
- Češkoslovaška
- Čile
- Danska
- Estonija
- Fidži
- Finska
- Francija
- Grčija
- Islandija
- Italija
- Izrael
- Jamajka
- Japonska
- Jugoslavija
- Južna Koreja
- Južna Afrika
- Kanada
- Ljudska republika Kitajska
- Tajpej
- Latvija
- Lihtenštajn
- Litva
- Luksemburg
- Madžarska
- Mehika
- Moldavija
- Monako
- Mongolija
- Nemčija
- Nizozemska
- Norveška
- Nova Zelandija
- Poljska
- Portoriko
- Portugalska
- Romunija
- San Marino
- Senegal
- Sovjetska zveza
- Španija
- Švedska
- Švica
- Tajvan
- Trinidad in Tobago
- Turčija
- Združeno kraljestvo
- ZDA